# Departamento Simoca
Das Departamento Simoca liegt im Südosten der Provinz Tucumán im Nordwesten Argentiniens und ist eine von 17 Verwaltungseinheiten der Provinz. Es grenzt im Norden an das Departamento Leales, im Osten an die Provinz Santiago del Estero, im Süden an das Departamento Graneros und im Westen an die Departamentos Río Chico, Chicligasta und Monteros. Die Hauptstadt des Departamento ist die gleichnamige Stadt Simoca.

## Städte und Gemeinden
Das Departamento Simoca ist in folgende Gemeinden unterteilt:
- Atahona
- Buena Vista
- Ciudacita
- Manuela Pedraza
- Monteagudo
- Pampa Mayo
- Río Chico y Nueva Trinidad
- San Pedro y San Antonio
- Santa Cruz y La Tuna
- Simoca
- Villa Chigligasta

Koordinaten: 27° 18′ S, 65° 18′ W